# Donja Slatina (Ribnik)
Donja Slatina (szerbül: Доња Слатина) falu Bosznia-Hercegovinában, a Szerb Köztársaságban, Ribnik községben. 

## Fekvése
Bosznia-Hercegovina nyugati részén, Banja Lukától légvonalban 51, közúton 84 km-re délnyugatra, községközpontjától légvonalban 5, közúton 9 km-re délkeletre, a Szana jobb partján, a Dimitor-hegység lábánál fekszik. 

## Népessége
| Nemzetiségi csoport | Népesség 1991 | Népesség 2013 |
| ------------------- | ------------- | ------------- |
| Szerb               | 226           | 125           |
| Bosnyák             | 0             | 0             |
| Horvát              | 0             | 0             |
| Jugoszláv           | 0             | 0             |
| Egyéb               | 2             | 0             |
| Összesen            | 228           | 125           |

## Története
A falu területe 1878-ig tartozott az Oszmán Birodalomhoz, majd az Osztrák-Magyar Monarchia része lett. 1879-ben az első osztrák-magyar népszámlálás során a településnek 20 háza és 182 ortodox lakosa volt. 1910-ben a településnek 34 háza és 243 ortodox szerb lakosa volt. A monarchia szétesésével 1918-ben előbb a Szerb-Horvát-Szlovén Királyság, majd 1929-től a Jugoszláv Királyság része. A Jugoszláv Királyságban a falu a Vrbaska banovina része volt. 1921-ben 38 házat és 253 lakost számláltak. Jugoszlávia megszállása után a falu a Független Horvát Állam (NDH) része, majd 1945-től a falu a szocialista Jugoszlávia része volt. 
1965-ben az akkori Bosznia-Hercegovinai Köztársaság racionalizálása miatt Ribnik község területét Sanicával együtt Ključ községhez csatolták. A település 1995 szeptemberéig a boszniai szerb katonai egységek ellenőrzése alatt állt. A boszniai háborút lezáró daytoni békeszerződés rendelkezése alapján az ország területét felosztották a Bosznia-hercegovinai Föderáció és a boszniai Szerb Köztársaság között, ennek során a település a Boszniai Szerb Köztársasághoz és Ribnik községhez került.

## Nevezetességei
Szent György vártanú tiszteletére szentelt pravoszláv temploma.